# Diócesis de Ugento-Santa María de Leuca
La diócesis de Ugento-Santa María de Leuca (en latín: Dioecesis Uxentina-Sanctae Mariae Leucadensis y en italiano: Diocesi di Ugento-Santa Maria di Leuca) es una circunscripción eclesiástica de la Iglesia católica en Italia. Se trata de una diócesis latina, sufragánea de la arquidiócesis de Lecce. Desde el 2 de octubre de 2010 su obispo es Vito Angiuli.

## Territorio y organización

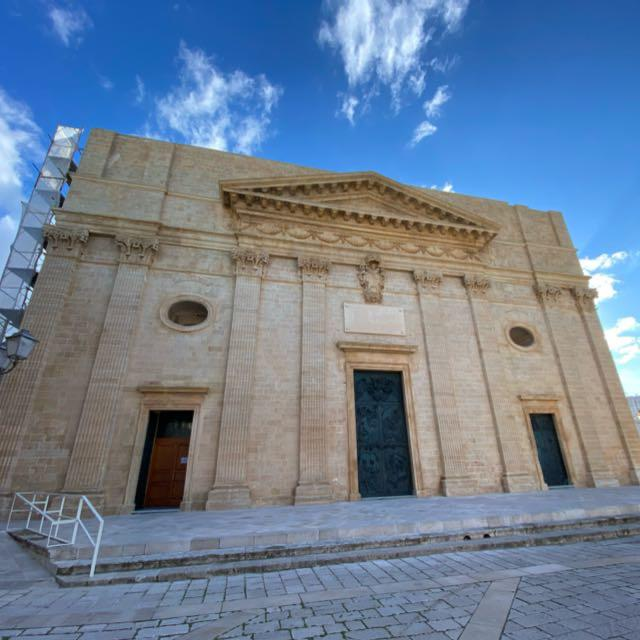
Colegiata de San Salvador, en Alessano

La diócesis tiene 475 km² y extiende su jurisdicción sobre los fieles católicos de rito latino residentes en parte de la provincia de Lecce en la región de Apulia, comprendiendo las comunas de: Alessano, con la fracción de Montesardo y la localidad costera de Marina di Novaglie; Castrignano del Capo, con las fracciones de Giuliano di Lecce, Salignano y Santa Maria di Leuca; Corsano; Gagliano del Capo, con las fracciones de Arigliano y San Dana; Miggiano; Montesano Salentino; Morciano di Leuca, con la fracción de Barbarano del Capo y la localidad costera de Torre Vado; Patù, con las fracciones de Marina di Felloniche y Marina di San Gregorio; Presicce-Acquarica; Ruffano, con la fracción de Torrepaduli; Salve, con la fracción de Ruggiano y las localidades costeras de Pescoluse, Torre Pali, Posto Vecchio; Specchia; Supersano; Taurisano; Tiggiano; Tricase, con las fracciones de Depressa, Lucugnano y los riones de Caprarica del Capo, Marina Serra, Tricase Porto, Sant'Eufemia y Tutino; Ugento, con las fracciones de Gemini y Torre San Giovanni, y las localidades costeras de Fontanelle, Torre Mozza y Lido Marini.

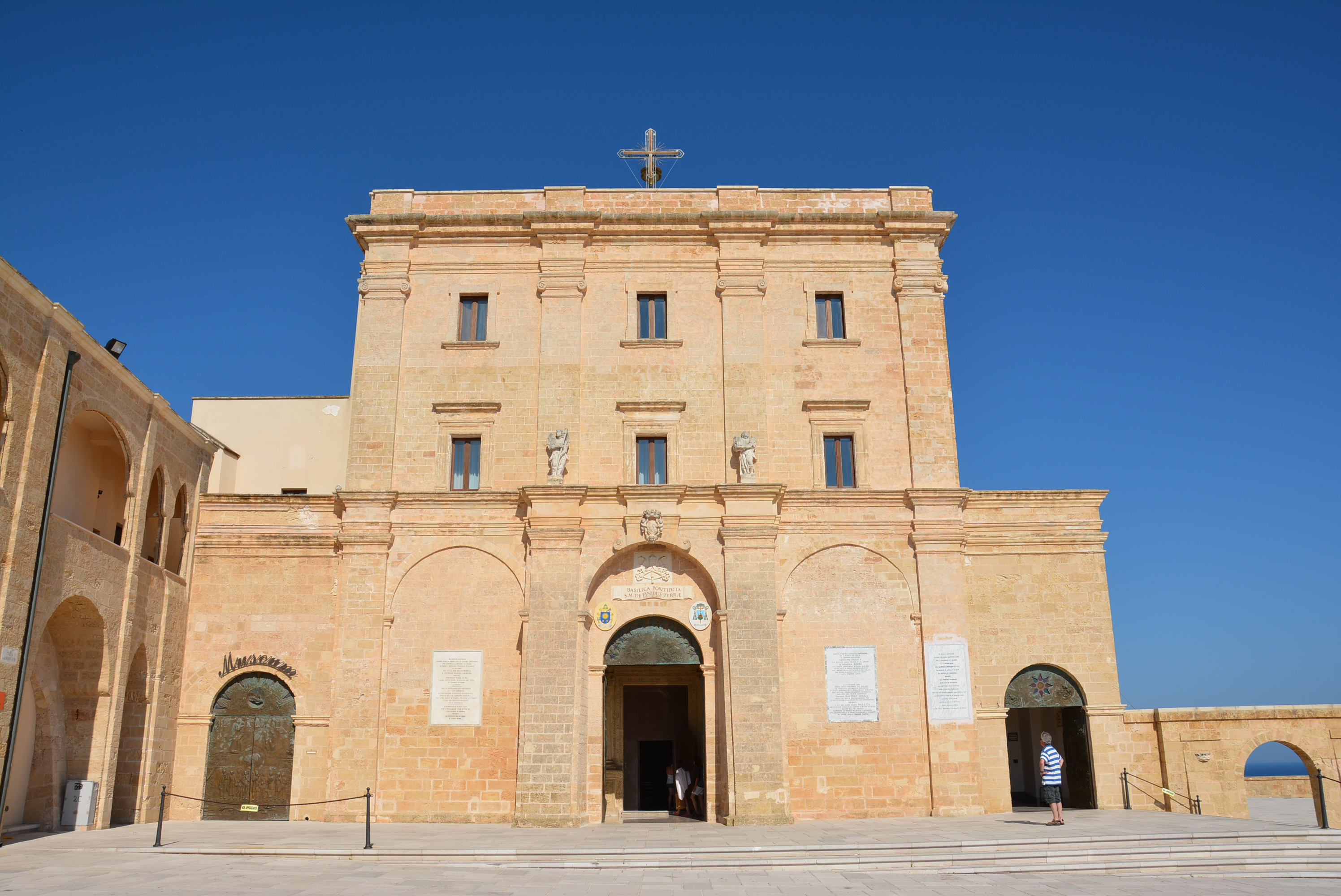
Basílica santuario de Santa María de Finibus Terrae, en Santa María de Leuca

La sede de la diócesis se encuentra en la ciudad de Ugento, en donde se halla la Catedral de Santa María Asunta. En Alessano se encuentra la colegiata de San Salvador (fue la catedral de la diócesis de Alessano hasta 1818) y en la fracción de Santa María de Leuca en la comuna de Castrignano del Capo, la basílica santuario de Santa María de Finibus Terrae.

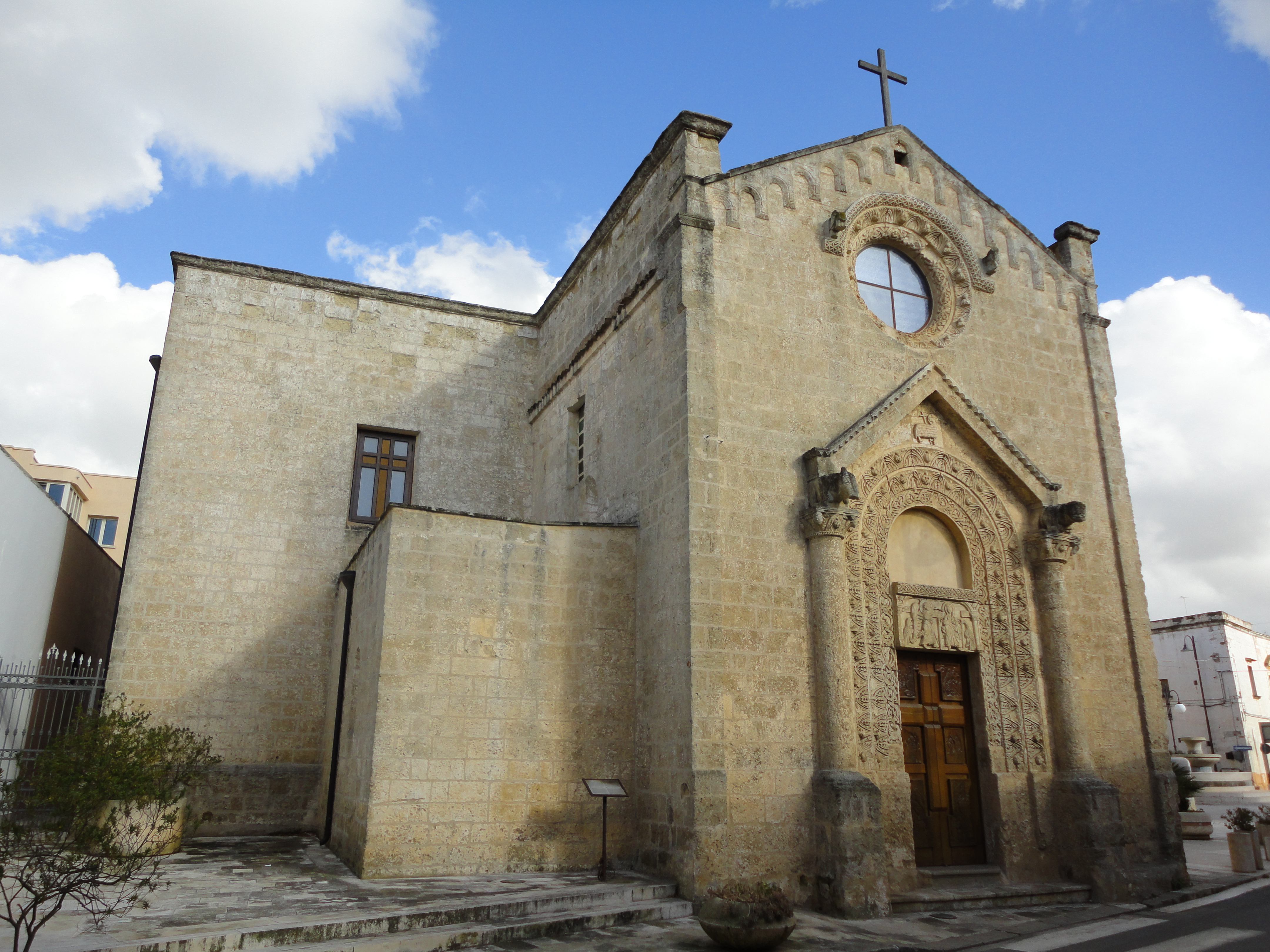
Santuario de Santa Maria della Strada, en Taurisano

En 2022 en la diócesis existían 43 parroquias agrupadas en 4 foranías o zonas pastorales:
- foranía de Taurisano, comprende las parroquias de las comunas de: Miggiano, Montesano, Ruffano, Supersano y Taurisano;
- foranía de Tricase, comprende las parroquias de las comunas de: Corsano, Tiggiano y Tricase;
- foranía de Santa Maria di Leuca, comprende las parroquias de las comunas de: Alessano, Gagliano del Capo y Castrignano del Capo;
- foranía de Ugento, comprende las parroquias de las comunas de: Leuca, Presicce-Acquarica, Salve y Ugento.

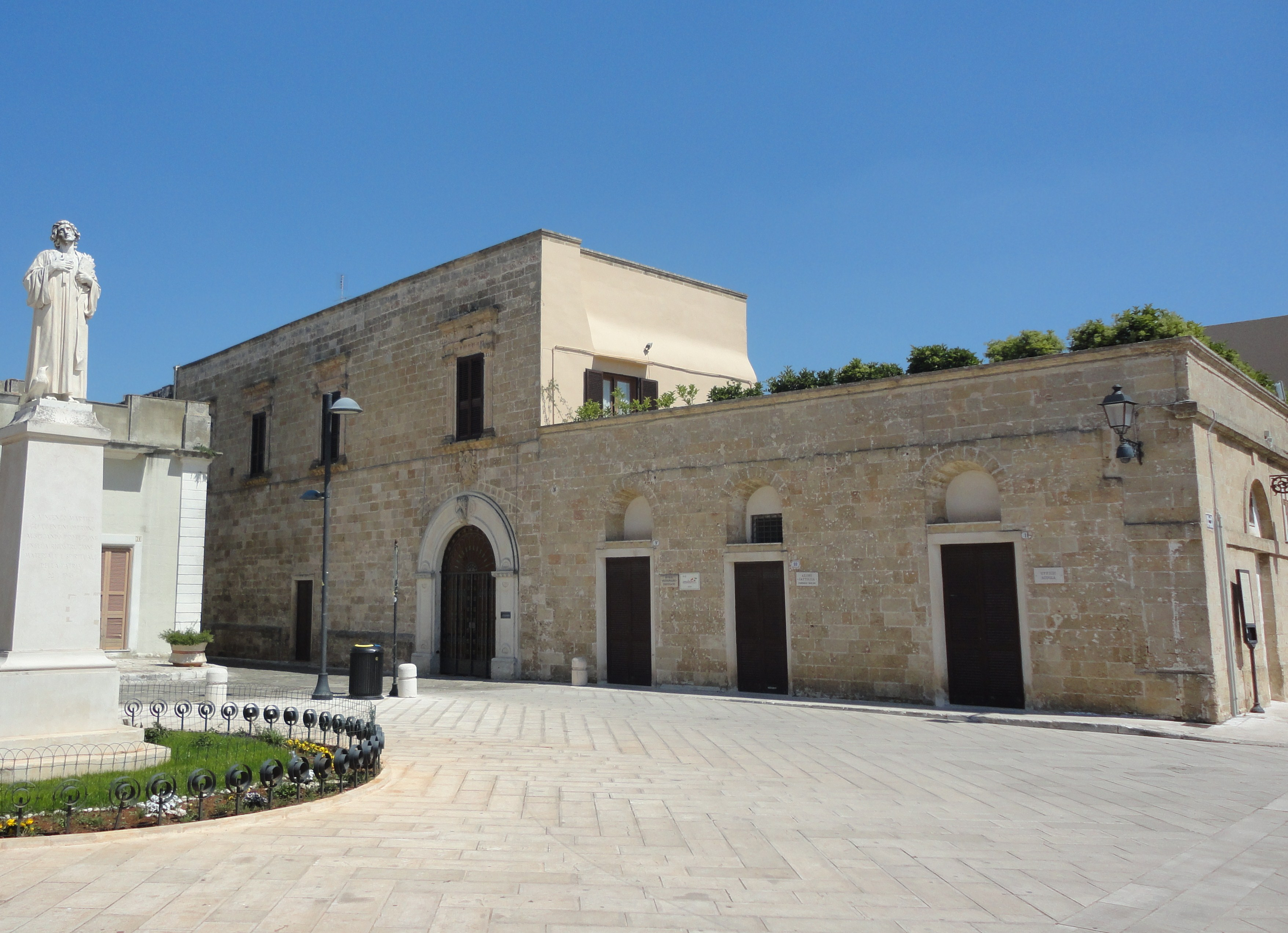
Palacio episcopal de Ugento

En la diócesis existen los siguientes santuarios:
- el santuario de Santa Marina, en Ruggiano;
- el santuario de Santa Maria della Strada, en Taurisano;
- el santuario de San Rocco, en Torrepaduli;
- el santuario de la Madonna di Fátima, en Tricase;
- el santuario de la Madonna della Serra, en Tricase.

## Historia

### Desde los orígenes hasta elsigloXIX
La diócesis de Ugento está documentada con certeza desde el siglo XII. Estudios recientes de André Jacob han demostrado la existencia del obispo Giovanni, que vivió en una época no especificada entre 1125 y 1175. El obituario de Casino menciona la muerte de Symon episcopus et monachus de Ogenti, ocurrida el 23 de septiembre de un año desconocido, pero en todo caso en las últimas décadas del siglo. Además, una carta del papa Inocencio III, fechada el 23 de junio de 1198, menciona a Ugento como diócesis sufragánea de la arquidiócesis de Otranto, provincia eclesiástica a la que Ugento permaneció vinculada hasta el siglo XX.
La cronología de los obispos diocesanos en el siglo XIII es incierta y llena de lagunas. Después de algunos obispos anónimos en la primera mitad del siglo, se conoce al obispo Lando, elegido en 1253 y fallecido entre 1280 y 1282. El capítulo catedralicio está documentado por primera vez con ocasión del nombramiento del obispo Goffredo en 1282, elección capitular confirmada por el papa Martín IV.
Los asentamientos de los primeros religiosos en la diócesis se remontan al siglo XV, con la llegada de los franciscanos menores a Ugento y de los conventuales a Specchia y la fundación del monasterio benedictino femenino de Ugento, única presencia religiosa femenina en la diócesis hasta el siglo XIX.
Entre 1500 y 1800 todos los obispos de Ugento fueron presentados al episcopado por los reyes de Nápoles. Entre los prelados del siglo XVI destacó Antonio Minturno (1559-1565), que participó en la tercera sesión del Concilio de Trento y celebró un sínodo diocesano en 1564; y Desiderio Mazzapica (1566-1593), quien estuvo entre los teólogos consultados en el Concilio de Trento. Otros sínodos diocesanos fueron celebrados por Gerónimo Martini en 1645 y por Antonio Carafa en 1680. Otro sínodo fue convocado y presidido por el vicario capitular Giuseppe Salzedo en 1720. Durante el siglo XVI, la diócesis se enriqueció con la presencia de numerosas órdenes religiosas: «los carmelitas establecidos en Torrepaduli (1560) y Presicce (1566), los capuchinos en Salve (1579) y Ruffano (1621), los franciscanos menores en Presicce (1603) y los dominicos en Specchia (1608)».
Los informes de las visitas ad limina, los de las visitas pastorales y las constituciones sinodales representan «las fuentes "privilegiadas" de la historia de la diócesis, de su organización institucional y asistencial, de la actividad de los obispos y de la religiosidad del ambiente». El primer informe levantado para la visita ad limina y que ha llegado hasta hoy es el entregado personalmente a Roma por el obispo Juan Bravo Lagunas en 1620; del obispo Antonio Carafa (1663-1704), los archivos vaticanos conservan doce informes. Desde 1620 hasta 1777 hubo un total de 31 relaciones hechas para la curia romana por los obispos de Ugento.
También fueron numerosas las visitas pastorales de los obispos ugetinos al territorio diocesano. El primer documento documentado es el del obispo Antonio Minturno en 1559. Se produjeron otras visitas en 1628 y 1637. A partir del último cuarto del siglo XVII, las visitas se realizaron casi anualmente, signo del interés y cuidado de los obispos por la correcta administración de su diócesis.
El seminario episcopal, declarado obligatorio por el Concilio de Trento, fue instituido tardíamente y data sólo de 1752 por obra del obispo Tommaso Mazza. Los escasos ingresos procedentes de la mensa episcopal y la dificultad de encontrar los fondos necesarios para su mantenimiento pospusieron dos siglos la fundación del seminario. De la visita pastoral efectuada por el vicario capitular De Rossi en 1711, se conoce, incluso por el nombre, los más de 400 eclesiásticos, de los cuales 225 sacerdotes, que constituían el status clericorum de la diócesis, sobre una población diocesana de aproximadamente diez mil fieles. Sin embargo, las ciudades de Ugento y Gemini fueron excluidas de este censo, por lo que el número de clérigos era presumiblemente mayor. 

### La expansión
El 27 de junio de 1818, tras el concordato entre la Santa Sede y el reino napolitano, la diócesis fue ampliada, incorporando el territorio de la suprimida diócesis de Alessano mediante la bula De utiliori del papa Pío VII. Así, al antiguo territorio diocesano se unieron las comunas de Alessano, Arigliano, Caprarica del Capo, Corsano, Castrignano del Capo, Gagliano del Capo, Giuliano di Lecce, Montesardo, Patù, Salignano, San Dana, Tiggiano, Tricase y Tutino.
El siglo XIX estuvo marcado por el episcopado de Francesco Bruni (1837-1863), «con sus repetidas visitas pastorales y el sínodo diocesano de 1858. Completó la fachada de la catedral (1855), construyó el nuevo seminario junto al palacio episcopal; dirigió al clero en los acontecimientos revolucionarios de 1848 y en la unificación, a la que se opuso y, en consecuencia, tuvo que refugiarse en Nápoles en 1860, siendo posteriormente objeto de investigaciones censorias por parte del gobierno italiano». La inauguración del seminario, obra del ingeniero napolitano Magliola, tuvo lugar en 1912. Posteriormente fue remodelado en la década de 1960 y hoy alberga la escuela de formación sociopolítica y la escuela de formación teológico-pastoral.

### El nuevo nombre
Para sellar la profunda devoción hacia la Virgen de Santa María de Finibus Terrae por parte de toda la diócesis, el papa Juan XXIII, el 1 de agosto de 1959, acogió la petición de Giuseppe Ruotolo y ordenó el cambio del nombre de la diócesis con el decreto Sanctuarium Sanctae Mariae Leucadensis de la Congregación Consistorial. El mismo prelado fue también responsable de la construcción de la casa del clero y de la "aldea de los niños" en Santa María de Leuca, contribuyendo a dar un nuevo impulso a la devoción a la Virgen de Leuca y a las peregrinaciones al principal santuario mariano de la diócesis.
Desde el 20 de octubre de 1980, tras la bula del papa Juan Pablo II Conferentia episcopalis Apuliae, la sede ugentina perdió su dependencia secular de la arquidiócesis de Otranto y pasó a ser sufragánea de la arquidiócesis de Lecce.
El 16 de julio de 1988 dos parroquias de las fracciones de Depressa y Sant'Eufemia de la comuna de Tricase, que hasta entonces pertenecían a la arquidiócesis de Otranto, fueron anexadas a la diócesis mediante el decreto Ad liberius de la Congregación para los Obispos.
En el sótano de la catedral, por iniciativa de Vito De Grisantis, el 6 de julio de 2004 se inauguró el museo diocesano.
En recuerdo de la visita del papa Benedicto XVI a Santa María de Leuca el 14 de junio de 2008, por petición de Vito De Grisantis, el 26 de noviembre de 2009, entre Lucugnano y Alessano, se inauguró un moderno auditorio con 800 asientos. Del trabajo del mismo párroco nace el “Proyecto Tobia”, un fondo de garantía diocesano para microcréditos ético-sociales.
La diócesis está involucrada en colaboración con las monjas marcelinas en la gestión del Hospital General Provincial "Card. Giovanni Panico" y del hospicio "Casa di Betania ", inaugurado el 20 de septiembre de 2008 por el cardenal Salvatore De Giorgi.
Están en curso las causas de canonización de Antonio Bello, de Mirella Solidoro, joven de Taurisano, de Elisa Martínez, fundadora de las monjas del Instituto de las Hijas de Santa María de Leuca, de Teresa Lanfranco, monja de la misma orden y de Gilberto Agustoni, exprefecto del Tribunal Supremo de la Signatura Apostólica.
El 20 de abril de 2018, la diócesis recibió la visita pastoral del papa Francisco, que se detuvo en oración en Alessano, ante la tumba del venerable Antonio Bello, sacerdote de la diócesis y más tarde obispo de Molfetta-Ruvo-Giovinazzo-Terlizzi.

## Estadísticas
Según el Anuario Pontificio 2023 la diócesis tenía a fines de 2022 un total de 124 540 fieles bautizados.
| Año                                                                             | Población            | Población | Población      | Sacerdotes | Sacerdotes    | Sacerdotes    | Bautizados por sacerdote | Diáconos permanentes | Religiosos | Religiosos | Parroquias |
| Año                                                                             | Bautizados católicos | Total     | % de católicos | Total      | Clero secular | Clero regular | Bautizados por sacerdote | Diáconos permanentes | Varones    | Mujeres    | Parroquias |
| ------------------------------------------------------------------------------- | -------------------- | --------- | -------------- | ---------- | ------------- | ------------- | ------------------------ | -------------------- | ---------- | ---------- | ---------- |
| 1950                                                                            | 87 000               | 87 000    | 100.0          | 83         | 71            | 12            | 1048                     |                      | 19         | 71         | 33         |
| 1970                                                                            | 108 000              | 108 000   | 100.0          | 88         | 60            | 28            | 1227                     |                      | 31         | 10         | 33         |
| 1980                                                                            | 115 500              | 115 900   | 99.7           | 76         | 54            | 22            | 1519                     |                      | 25         | 134        | 36         |
| 1990                                                                            | 115 300              | 115 800   | 99.6           | 74         | 62            | 12            | 1558                     |                      | 12         | 98         | 40         |
| 1999                                                                            | 122 800              | 124 000   | 99.0           | 76         | 62            | 14            | 1615                     |                      | 18         | 106        | 43         |
| 2000                                                                            | 123 000              | 124 800   | 98.6           | 74         | 62            | 12            | 1662                     |                      | 14         | 106        | 43         |
| 2001                                                                            | 122 000              | 123 000   | 99.2           | 75         | 62            | 13            | 1626                     | 5                    | 15         | 103        | 42         |
| 2002                                                                            | 122 500              | 123 500   | 99.2           | 66         | 57            | 9             | 1856                     | 5                    | 10         | 225        | 43         |
| 2003                                                                            | 123 500              | 124 500   | 99.2           | 70         | 59            | 11            | 1764                     | 5                    | 12         | 223        | 43         |
| 2004                                                                            | 123 800              | 125 000   | 99.0           | 69         | 60            | 9             | 1794                     | 5                    | 10         | 225        | 43         |
| 2010                                                                            | 120 000              | 122 000   | 98.4           | 70         | 63            | 7             | 1714                     | 5                    | 8          | 140        | 43         |
| 2014                                                                            | 121 000              | 123 000   | 98.4           | 79         | 71            | 8             | 1531                     | 7                    | 9          | 78         | 43         |
| 2017                                                                            | 122 800              | 125 700   | 97.7           | 82         | 73            | 9             | 1497                     | 7                    | 10         | 122        | 43         |
| 2020                                                                            | 124 800              | 125 750   | 99.2           | 73         | 64            | 9             | 1709                     | 7                    | 10         | 110        | 43         |
| 2022                                                                            | 124 540              | 125 480   | 99.3           | 72         | 65            | 7             | 1729                     | 6                    | 7          | 110        | 43         |
| Fuente: Catholic-Hierarchy, que a su vez toma los datos del Anuario Pontificio. |                      |           |                |            |               |               |                          |                      |            |            |            |

## Episcopologio

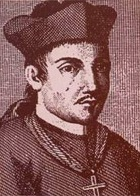
Antonio Sebastiani Minturno, obispo de Ugento (1559-1565)

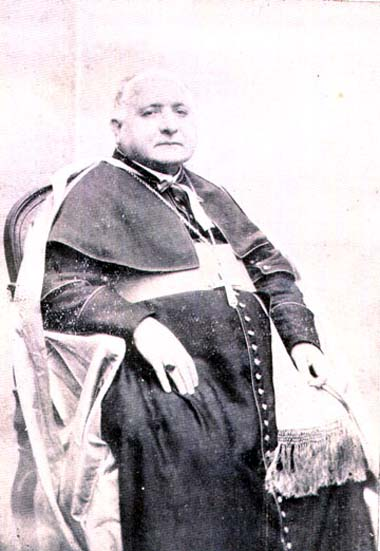
Salvatore Luigi Zola, C.R.L., obispo de Ugento (1873-1877)

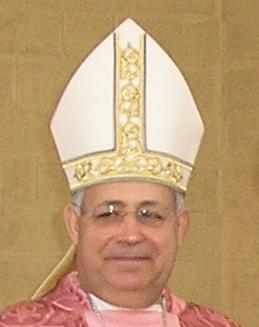
Domenico Caliandro, obispo de Ugento-Santa María de Leuca (1993-2000)

### Obispos de Ugento
- Giovanni I † (documentado entre 1125 y 1175)[2]
- Simone, O.S.B. † (circa 1170/1200)[18]
- Anónimo † (mencionado en 1195/1198)[18]
- Anónimo † (mencionado en 1230/1238)[18]
- Anónimo † (mencionado en 1238)[18]
- Lando † (5 de mayo 1253-después de julio de 1280 falleció)[18]
- Goffredo † (23 de noviembre de 1282-?)
- Egidio † (mencionado en 1283)
- Giovanni Allegri † (29 de septiembre de 1284-29 de septiembre de 1291 nombrado obispo de Ravello)
- Giovanni II † (29 de septiembre de 1291-?)
- Nicola † (? falleció)
- Giovanni III † (21 de julio de 1363-?)
- Obediencia aviñonesa:
  - Riccardo † (circa 1389-27 de enero de 1391 nombrado obispo de Troia)
  - Andrea I † (circa 1390-? falleció)
  - Giovanni IV † (11 de septiembre de 1398-?)
- Obediencia romana:
  - Leonardo † (circa 1389-1392 falleció)
  - Tommaso † (6 de abril de 1392-1399 falleció)
  - Giovanni V † (18 de agosto de 1399-1401 falleció)
  - Tommaso Butyller, O.F.M. † (16 de mayo 1401-1405 falleció)
  - Onofrio da Sulmona, O.E.S.A. † (2 diciembre de 1405-1427 falleció)
- Giovanni IV † (3 diciembre de 1427-1437 falleció) (por segunda vez)[nota 1]
- Nuccio da Nardò, O.F.M. † (19 de marzo de 1438-1446 falleció)
- Filippo † (14 de marzo de 1446-?)
- Domenico Erach † (mencionado en 1464)
- Nicola † (?-1489 falleció)
- Antonio Giaconi † (17 de julio de 1489-19 de marzo de 1494 nombrado obispo de Pozzuoli)
- Mauro de Sinibaldis † (19 de marzo de 1494-1517)
- Andrea II † (1517-? falleció)
- Carlo Borromeo † (9 de marzo de 1530-6 de julio de 1537 nombrado obispo de Pozzuoli)
- Bonaventura, O.F.M.Obs. † (6 de julio de 1537-1558 falleció)
- Antonio Minturno † (27 de enero de 1559-13 de julio de 1565 nombrado obispo de Crotona)
- Desiderio Mazzapica, O.Carm. † (6 de septiembre de 1566-28 de abril de 1593 falleció)
  - Sede vacante (1593-1596)
- Giuseppe de Rubeis † (11 de marzo de 1596-29 de marzo de 1599 nombrado obispo de L'Aquila)
- Pedro Guerrero † (15 diciembre de 1599-10 de enero de 1611 falleció)
  - Sede vacante (1611-1614)
- Luca Franchi † (27 de enero de 1614-1615 falleció)
- Juan Bravo Lagunas, O.E.S.A. † (11 de enero de 1616-1627 renunció)
- Luis Ximénez, O. de M. † (30 de agosto de 1627-1636 falleció)
- Geronimo Martini † (30 de marzo de 1637-1648 falleció)
- Agostinho Barbosa † (22 de marzo de 1649-19 de noviembre de 1649 falleció)
- Andrea Lanfranchi, C.R. † (19 diciembre de 1650-1651 falleció)
  - Sede vacante (1651-1659)
- Lorenzo Enzines, O.Carm. † (28 de julio de 1659-23 de noviembre de 1660 falleció)
  - Sede vacante (1660-1663)
- Antonio Carafa, C.R. † (12 de febrero de 1663-9 de mayo 1704 falleció)
- Pedro Lázaro Terrer, O.F.M.Obs. † (9 de febrero de 1705-mayo 1709 falleció)
  - Sede vacante (1709-1713)
- Nicola Spinelli † (30 de agosto de 1713-5 de junio de 1718 falleció)
  - Sede vacante (1718-1722)
- Andrea Maddalena, C.R.M. † (2 de marzo de 1722-27 de septiembre de 1724 nombrado arzobispo de Bríndisi)
- Francesco Battaller, O.Carm. † (19 diciembre de 1725-1 diciembre de 1735 falleció)
- Giovanni Rosso, C.R. † (11 de abril de 1736-8 de julio de 1737 nombrado arzobispo de Matera y Acerenza)
- Gennaro Carmignano, C.R. † (8 de julio de 1737-24 de noviembre de 1738 nombrado arzobispo de Gaeta)
- Arcangelo Maria Ciccarelli, O.P. † (19 diciembre de 1738-11 de febrero de 1747 renunció)
- Tommaso Mazza † (10 de abril de 1747-25 de enero de 1768 nombrado obispo de Castellammare di Stabia)
- Giovanni Domenico Durante † (19 de septiembre de 1768-septiembre de 1781 falleció)
- Giuseppe Monticelli † (16 diciembre de 1782-1791 falleció)
- Giuseppe Corrado Panzini † (26 de marzo de 1792-23 de julio de 1811 falleció)
  - Sede vacante (1811-1818)
- Camillo Alleva † (26 de junio de 1818-13 diciembre de 1824 renunció[nota 2])
- Francesco Saverio de Urso, O.M. † (20 diciembre de 1824-24 de abril de 1826 falleció)
- Angelico Mestria, O.F.M.Cap. † (28 de enero de 1828-30 diciembre de 1836 falleció)
- Francesco Bruni, C.M. † (19 de mayo 1837-17 de enero de 1863 falleció)
  - Sede vacante (1863-1873)
- Salvatore Luigi Zola, C.R.L. † (21 de marzo de 1873-22 de junio de 1877 nombrado obispo de Lecce)
- Gennaro Maria Maselli, O.F.M. † (22 de junio de 1877-26 de julio de 1890 falleció)
- Vincenzo Brancia † (26 de julio de 1890 por sucesión-25 de abril de 1896 falleció)
- Luigi Pugliese † (22 de junio de 1896-17 de julio de 1923 falleció)
- Antonio Lippolis † (15 diciembre de 1923-16 de octubre de 1924 renunció[nota 3])
- Antonio Lippolis † (23 diciembre de 1924-18 de noviembre de 1932 renunció[nota 4]) (por segunda vez)
- Teodorico de Angelis † (5 de mayo 1934-23 de noviembre de 1936 nombrado obispo de Nocera de' Pagani)
- Giuseppe Ruotolo † (13 diciembre de 1937-1 de agosto de 1959 nombrado obispo de Ugento-Santa María de Leuca)

### Obispos de Ugento-Santa María de Leuca
- Giuseppe Ruotolo † (1 de agosto de 1959-9 de noviembre de 1968 renunció)[nota 5]
  - Sede vacante (1968-1974)
  - Gaetano Pollio † (9 de noviembre de 1968-5 de febrero de 1969) (administrador apostólico)
  - Nicola Riezzo † (28 de abril de 1969-12 de octubre de 1974) (administrador apostólico)
- Michele Mincuzzi † (12 de octubre de 1974-27 de enero de 1981 nombrado arzobispo de Lecce)
- Mario Miglietta † (21 de febrero de 1981-14 de noviembre de 1992 renunció)
- Domenico Caliandro (23 de abril de 1993-13 de mayo 2000 nombrado obispo de Nardò-Gallipoli)
- Vito De Grisantis † (13 de mayo 2000-1 de abril de 2010 falleció)
- Vito Angiuli, desde el 2 de octubre de 2010